# Balkhausen (Hattingen)
Balkhausen ist eine Bauerschaft im Stadtteil Niederbonsfeld von Hattingen. Zu den Gewässern zählt der Isenbergbach. 

## Geschichte
Funde im Balkhauser Tal konnten auf die Zeit um 2000 v. Chr. datiert werden. Etwa im Jahr 900 wurde mit der Rodung des Waldes für einzelne Bauernhöfe begonnen. Eine Urkunde aus dem Jahr 970 belegt, dass der Reichsabtei Werden ein Bauernhof (Balghuson, mansus) in Balkhausen geschenkt wurde.
Vor und um 1220 wird der Ort Balchusen in den Vogteirollen des Stifts Essen geführt. In der 1. Hälfte des 15. Jahrhunderts als to Balkhusen in parochia Hatnegge in einem Heberegister genannt. 1536 ein Hinrik Scroder van Balckhusen im Hattinger Urkundenbuch erwähnt. Am 22. Januar 1564 wurde Johann von der Recke, Drost zu Blankenstein und Werden vom Werdener Abt Hermann mit dem Stotmanshove zu Balkhausen belehnt. Im Jahr 1840 erscheint der heutige Ortsname Balkhausen in einer Ortschaftstabelle.
Balkhausen gehörte im Spätmittelalter und der Frühen Neuzeit in der Bauerschaft Bonsfeld (Boedensfelt), Amt Blankenstein, Kirchspiel und Gericht Hattingen zur Grafschaft Mark. Laut dem Schatzbuch der Grafschaft Mark von 1486 hatten in der Bauerschaft die vier   Steuerpflichtigen Hofbesitzer aus Balkhausen Arnt Mynter to Balckhus und Henrik Kremer to Balckhus ein Goldgulden, Johan to Balckhusen und Ude to Balckhusen zwei Goldgulden an Abgabe zu leisten. Laut einer Aufstellung von 1739 unterstanden dem Mühlenbann der halb königlich, halb dem Haus Cliff gehörenden Weiler-Mühle insgesamt 143 Bewohner aus Nieder-Bonsfeld (darunter auch die aus Balkhausen).
Die Deutung des Ortsnamens ist unklar. Geht man von einem germ. Wort belg-a- „schwellen“ aus, könnte sich das Bestimmungswort auf den Hügel bezogen haben, an dem der Ort liegt, ebenso aber auf einen anderen, nicht mehr sicher festzustellenden Teil der Umgebung.